# Mamoiada
Mamoiada (sardinsky: Mamujàda) je italská obec (comune) v provincii Nuoro v regionu Sardinie. Nachází se ve výšce 544 metrů nad mořem a má přibližně 2 400 obyvatel. Rozloha obce je 48,83 km².